# 月下美人（ムーンライト・ハニー）
『月下美人（ムーンライト・ハニー）』は、1984年3月21日に発売されたラッツ&スターの4枚目（シャネルズ時代から通算すると13枚目）のシングル。

## 解説
この曲がリリースされる1ヶ月前に、メンバーのうちベースの高橋進とキーボードの山崎廣明が脱退しており、メンバーが10人から8人となってから初めて発売された曲である。

## 収録曲
両曲　作曲・編曲：井上大輔
1. 月下美人（ムーンライト・ハニー）
  - 作詞：麻生麗二
2. マジック・ナイト
  - 作詞：湯川れい子
  - オリジナルアルバム未収録。